# Freeman Wills Crofts
Freeman Wills Crofts (1. června 1879, Dublin, Spojené království Velké Británie a Irska — 11. dubna 1957, Worthing, Spojené království Velké Británie a Severního Irska) byl irský spisovatel detektivních románů. Přivedl na scénu inspektora Josepha Frenche.
Narodil se v irském Dublinu a po absolvování studií v Belfastu se stal železničním úředníkem. V roce 1929 odešel ze správy drah severních hrabství a věnoval se psaní. Napsal na čtyřicet románů a řadu rozhlasových her.
Roku 1928 byl v Londýně založen Detection Club, kromě F. W. Croftse patřili k jeho členům Dorothy L. Sayersová, G. K. Chesterton, Ronald Knox, Anthony Berkeley, Henry Wade a další. Toto volné sdružení detektivních autorů se snažilo vrátit detektivní román do reálného prostředí a dodržet fair play vůči čtenáři.

## Dílo
- Sud (The Cask)
- Syndikát Pit Prop (The Pit Prop Syndicate)
- Případ Dr. Earlea (The Hog's Back Mystery)
- Cement (Found Floating)
- Odlet ve 12.30 (12.30 From Croydon)
- Smrt na trati
- Největší případ inspektora Frenche (Inspector French's Greatest Case)
- Inspektor French a záhada Maxwella Cheyna (Inspector French & The Cheyne Mystery)
- Kurs 125 (The Death of Train)
- Protijed (Antidote to Venom)
- Inspektor French a tragédie ve Starvelu (Inspector French and The Starvel Tragedy)